# Kanjō Effect
Albums de One Ok Rock
Beam of Light
(2008) Niche Syndrome
(2010)
Kanjō Effect (感情エフェクト) est le troisième album studio du groupe de rock japonais One Ok Rock, publié le 12 novembre 2008. Il a atteint la 13e place sur le classement hebdomadaire d'Oricon et est resté dans le classement pendant 15 semaines. Il s'agit du dernier album avec le guitariste original Alex Onizawa.

## Liste des titres
| No  | Titre                                                                                     | Paroles | Musique       | Durée |
| --- | ----------------------------------------------------------------------------------------- | ------- | ------------- | ----- |
| 1.  | Koi no Aibō Kokoro no Cupid (恋ノアイボウ心ノクピド)                                      | - Toru  | - Taka - Toru | 2:53  |
| 2.  | Doppelgänger (どっぺるゲンガー)                                                           | - Taka  | - Taka        | 3:40  |
| 3.  | Kaimu (皆無 Nothing)                                                                      | - Taka  | - Taka        | 3:39  |
| 4.  | 20 Years Old                                                                              | - Taka  | - Taka        | 3:52  |
| 5.  | Living Dolls                                                                              | - Toru  | - Toru        | 3:59  |
| 6.  | Break My Strings                                                                          | - Taka  | - Taka - Alex | 4:07  |
| 7.  | Sonzai Shōmei (存在証明 Existential Proof)                                                | - Taka  | - Taka - Toru | 3:13  |
| 8.  | Convincing                                                                                | - Taka  | - Taka        | 3:41  |
| 9.  | My Sweet Baby                                                                             | - Taka  | - Taka        | 4:55  |
| 10. | Reflection                                                                                | - Taka  | - Taka - Alex | 3:37  |
| 11. | Viva Violent Fellow〜Utsukushiki Moshpit〜 (Viva Violent Fellow ～美しきモッシュピット～) | - Taka  | - Taka        | 3:35  |
| 12. | Just (Avec la piste cachée Bossa Nova)                                                    | - Taka  | - Taka        | 11:14 |

## Interprètes
- Takahiro "Taka" Moriuchi : chant
- Tōru Yamashita : guitare rythmique
- Ryota Kohama : basse
- Tomoya Kanki : batterie, percussions
- Alexander "Alex" Reimon Onizawa : guitare solo